# Herpestes
Herpestes ist eine Raubtiergattung aus der Familie der Mangusten (Herpestidae). Als einzige Gattung ihrer Familie ist sie auch in Südeuropa verbreitet. Die Gattung umfasst fünf oder 14 Arten, je nachdem ob die asiatischen Arten in die Gattung einbezogen werden oder eine eigenständige Gattung bilden.

## Körperbau
Die Vertreter dieser Gattung haben einen langgestreckten, schlanken Rumpf mit kurzen Gliedmaßen. Die Färbung ihres Felles variiert von gelblich über graugrün bis bräunlich, wobei die Flanken und die Unterseite meist heller, manchmal weiß gefärbt sind. Der Schwanz ist relativ lang, alle Pfoten enden in fünf Zehen, die Hinterpfoten sind unbehaart. Die Kopfrumpflänge dieser Tiere variiert von 25 bis 65 Zentimeter, der Schwanz wird 20 bis 51 Zentimeter lang und ihr Gewicht beträgt 0,5 bis 4 Kilogramm.

## Verbreitung und Lebensraum
Das natürliche Verbreitungsgebiet der Tiere dieser Gattung umfasst große Teile Afrikas, die Levante und Gebiete im Süden der Türkei. Ichneumons leben auch auf der Iberischen Halbinsel, die dortige Population wurde aber möglicherweise vom Menschen eingeführt. Diese Tiere bewohnen eine Vielzahl von Habitaten, darunter Wälder und Grasländer, aber auch trockene Wüstenregionen. Die asiatischen Arten, die heute teilweise einer eigenständigen Gattung Urva zugeordnet werden, kommen von der Arabischen Halbinsel und Vorderasien über Indien bis zur Malaiischen Halbinsel, Sumatra, Borneo und Palawan vor.

## Lebensweise
Diese Tiere leben vorwiegend auf dem Boden, einige Arten können aber sehr gut klettern. Viele sind tagaktiv, manche gehen aber auch in der Nacht auf Nahrungssuche. Als Ruheplätze dienen ihnen hohle Baumstämme, Felsspalten oder Erdbaue. Viele Arten leben in Paaren oder in Familiengruppen.
Die Nahrung besteht unter anderem aus Insekten, Krebstieren, Fischen, Fröschen, Vögeln und kleinen Säugetieren, als Beikost nehmen sie Früchte zu sich. Manche Arten sind berühmt für ihre Taktik, giftige Schlangen zu jagen. Dabei lassen sie diese immer wieder zustoßen und weichen ihnen geschickt aus, sobald die Schlangen ermüdet sind, können sie sie erlegen.
Unter günstigen Umständen können die Weibchen zwei- bis dreimal im Jahr Nachwuchs zur Welt bringen, die Tragzeit beträgt rund 40 bis 80 Tage, die Wurfgröße eins bis fünf. Nach ein paar Wochen werden die Jungtiere entwöhnt und mit rund einem Jahr geschlechtsreif.

## Systematik

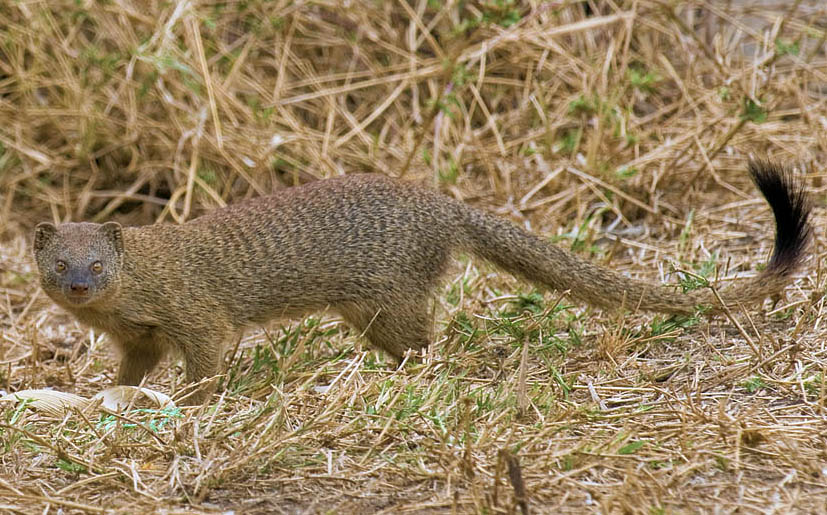
Schlankmanguste

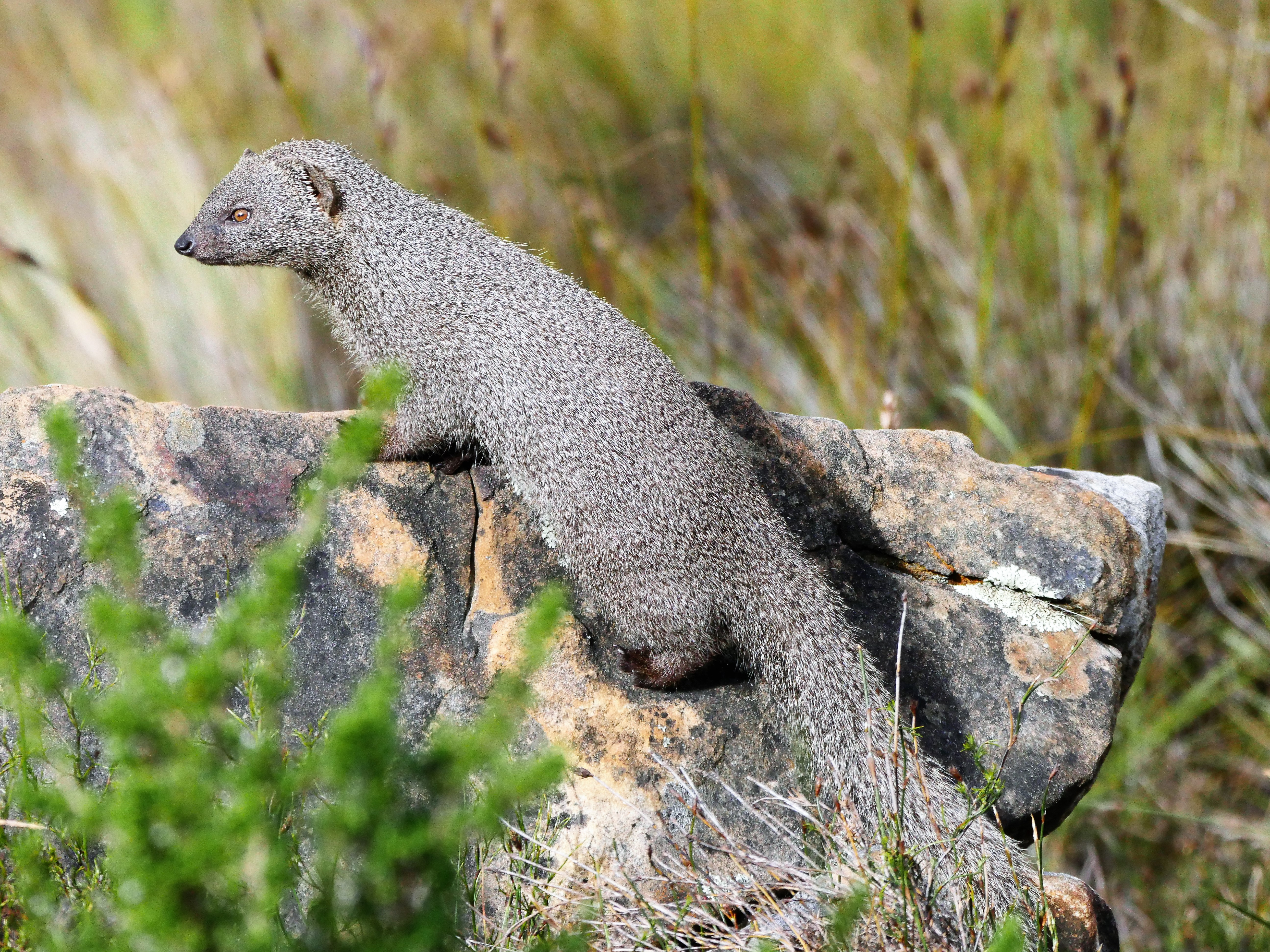
Kleinichneumon

Die Gattung Herpestes umfasst fünf oder 14 Arten.
- Die Typusart ist das Ichneumon (Herpestes ichneumon), das in Afrika und im Süden von Spanien und Portugal vorkommt.

Vier weitere afrikanische Arten wurden früher in die Gattung Galerella gestellt. Dies sind:
- die Schlankmanguste (Herpestes sanguineus,[2] Syn.: Galerella sanguinea) ist im gesamten Afrika südlich der Sahara (mit Ausnahme von Wüsten und dichten Waldgebieten) verbreitet. Ihr Fellfärbung variiert von rötlich über gelblich bis grau. Die manchmal in den Rang einer Art erhobene Namaqua-Manguste (Herpestes swalius) dürfte nur eine Unterart der Schlankmanguste sein.
- die Kaokoveld-Schlankmanguste (Herpestes flavescens,[3] Syn.: Galerella flavescens) ist in Angola und Namibia beheimatet. Über ihre Lebensweise ist kaum etwas bekannt.
- die Somali-Manguste (Herpestes ochraceus,[4] Syn.: Galerella ochracea) wird manchmal als Unterart der Schlankmanguste geführt. Sie ist in Somalia endemisch.
- das Kleinichneumon (Herpestes pulverulentus,[5] Syn.: Galerella pulverulenta) lebt im äußersten Süden Afrikas, in Südafrika und Lesotho. Sie ist durch ein dunkelgraues Fell charakterisiert.

Traditionell werden auch neun asiatische Arten in die Gattung Herpestes gestellt. Sie bilden jedoch eine Klade mit Atilax (Sumpfmanguste) und Xenogale (Langnasenmanguste) und werden heute teilweise in die Gattung Urva gestellt, die 1837 durch den britischen Naturforscher Brian Houghton Hodgson für die Krabbenmanguste eingeführt wurde.

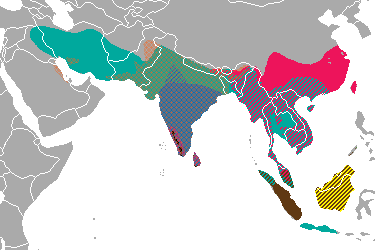
Die Verbreitungsgebiete der neun asiatischen Herpestes bzw. Urva-Arten
U. javanicay
U. edwardsii
U. edwardsii
U. smithii
U. vitticolla und U. fusca (schwarz)
U. urva
U. brachyura
U. semitorquata

- die Krabbenmanguste (Herpestes urva bzw. Urva urva) ist vom nordöstlichen Indien bis zur Malaiischen Halbinsel verbreitet. Ihr Fell ist gräulich gefärbt, weiße Streifen erstrecken sich vom Mund bis zum Nacken. Die Art ist stärker an eine wasserbewohnende Lebensweise angepasst und nachtaktiv.
- der Goldstaubmungo (Herpestes auropunctatus bzw. Urva auropunctata) kommt auf dem Indischen Subkontinent und in Afghanistan vor.
- die Kurzschwanzmanguste (Herpestes brachyura bzw. Urva brachyura) lebt auf der Malaiischen Halbinsel, Sumatra, Borneo und Palawan. Sie hat ein gräuliches Fell und eine relativ kurzen, dicken Schwanz.
- der Indische Mungo (Herpestes edwardsii bzw. Urva edwardsii) bewohnt Teile der Arabischen Halbinsel und Vorderasiens sowie den Indischen Subkontinent.
- die Indische Kurzschwanzmanguste (Herpestes fuscus bzw. Urva fusca) ähnelt äußerlich stark der Kurzschwanzmanguste und wird manchmal nur als deren Unterart angesehen. Die Art ist im südwestlichen Indien und auf Sri Lanka beheimatet.
- der Kleine Mungo (Herpestes javanicus bzw. Urva javanica) ist eine relativ kleine Art, die in Südostasien verbreitet ist.
- die Halsbandmanguste (Herpestes semitorquatus bzw. Urva semitorquata) ist auf Sumatra und Borneo beheimatet. Über diese Art ist kaum etwas bekannt.
- die Indische Rotmanguste (Herpestes smithii bzw. Urva smithii) ähnelt dem Indischen Mungo, wird aber etwas größer. Ihr Fell ist dunkelbraun und oft mit einem leichten Rotstich versehen. Beheimatet ist diese Art in Indien und Sri Lanka. In stärkerem Ausmaß als die anderen Vertreter lebt sie in Wäldern.
- die Halsstreifenmanguste (Herpestes vitticollus bzw. Urva vitticolla) ist die größte asiatische Mangustenart und lebt im südlichen Indien und auf Sri Lanka. Ihre Fellfärbung variiert von rötlichbraun bis graubraun, charakteristisch ist der schwarze Streifen entlang beider Seiten des Nackens. Sie ist tagaktiv und findet sich oft in der Nähe von Gewässern.

## Gefährdungssituation
Sämtliche Arten dieser Gattung werden von der Weltnaturschutzunion IUCN in der Roten Liste gefährdeter Arten angeführt. Zwölf Arten werden als nicht gefährdet („Least Concern“) klassifiziert, die Kurzschwanzmanguste und die Halsbandmanguste gelten als potenziell gefährdet („Near Threatened“).